# پیدراس
پیدراس (انگلیسی: Piedras) یک منطقه مسکونی در کشور کلمبیا است.